# Jupper Horn
Jupper Horn är en bergstopp i Schweiz.   Den ligger i regionen Viamala och kantonen Graubünden, i den sydöstra delen av landet, 170 km öster om huvudstaden Bern. Toppen på Jupper Horn är 3 155 meter över havet, eller 243 meter över den omgivande terrängen. Bredden vid basen är 1,6 km.
Terrängen runt Jupper Horn är bergig norrut, men söderut är den kuperad. Runt Jupper Horn är det mycket glesbefolkat, med 2 invånare per kvadratkilometer.. Närmaste större samhälle är Silvaplana, 17,4 km öster om Jupper Horn. 
Trakten runt Jupper Horn består i huvudsak av gräsmarker.